# Porthesaroa lacipa
Porthesaroa lacipa är en fjärilsart som beskrevs av Erich Martin Hering 1926. Porthesaroa lacipa ingår i släktet Porthesaroa och familjen tofsspinnare. Inga underarter finns listade i Catalogue of Life.